# トリプコン
トリプコン（英: TRIPCON）は、旅行会社や予約サイトが販売する旅行商品の比較検索サイト。
また株式会社トリプコン（英称：TRIPCON Co., Ltd.）は、東京都千代田区に本社を置き、同サービスの運営企業であり、（株）昭文社の子会社である。

## サービス内容
旅行商品比較検索サイト「TRIPCON」
検索ボタンがクリックされる度に主要オンライン旅行会社から価格情報を取得するため、リアルタイムな最安値ホテル検索が可能。日本最大級となる全世界80万軒以上のホテルを扱う。ホテル、航空券、ダイナミックパッケージの比較検索から、観光スポット検索、レストラン予約まで可能。現在、6言語（日本語、英語、中国語繁体字、中国語簡体字、韓国語、タイ語）でサービスを提供。
宿泊施設様向けシステムプラットフォーム「トリプコンビズ」（英: TRIPCON Biz）
自社ウェブサイト用予約エンジン、チャネルマネージャー、メタサーチマネージャーなど様々なホテル用ツールを一元で管理・運用可能なプラットフォーム。